# 古志村 (島根県八束郡)
古志村（こしむら）は、島根県八束郡にあった村。現在の松江市古志町、西谷町、西浜佐陀町にあたる。

## 地理
- 湖沼：宍道湖[1]
- 河川：佐陀川[1]
- 山岳：朝日山[1]

## 歴史
- 1889年（明治22年）4月1日、町村制の施行により、秋鹿郡古志村、西谷村、浜佐陀村が合併して村制施行し、古志村が発足[1][2]。
- 1896年（明治29年）4月1日、郡の統合により八束郡に所属[2]。
- 1908年（明治41年）5月1日、八束郡古志村、古曽志村、長江村と合併し、古江村を新設して廃止[1][2]。

### 地名の由来
古代に越（こし）から移住者が入植したため。

## 産業
- 農業[1]